# Itàlia meridional
La Itàlia meridional és la part sud de la península Itàlica i comprèn les regions d'Abruços, Molise, Campània, Pulla, Basilicata i Calàbria. Generalment, les ciutats del sud són menys industrialitzades que les del nord. El sud d'Itàlia té una cultura parcialment diferent de la del nord, amb la tradicional tarantel·la i música folklòrica pròpia, monuments i paisatges característics.

## Geografia
La Itàlia meridional limita al nord amb les regions del Laci i Marques a la Itàlia central, a l'est amb el mar Adriàtic, al sud amb la Mar Jònica i a l'oest amb la mar Tirrena i se separa de l'illa de Sicília per l'estret de Messina davant de la ciutat deReggio de Calàbria.
La regió d'Itàlia meridional correspon a una circumscripció electoral del Parlament Europeu, amb dret a 15 escons, que considerant la població de la regió correspon a un per cada 816.000 habitants.
El clima és típicament mediterrani, amb l'estiu força àrid i calorós, especialment en l'època estival. Als hiverns plou amb freqüència.

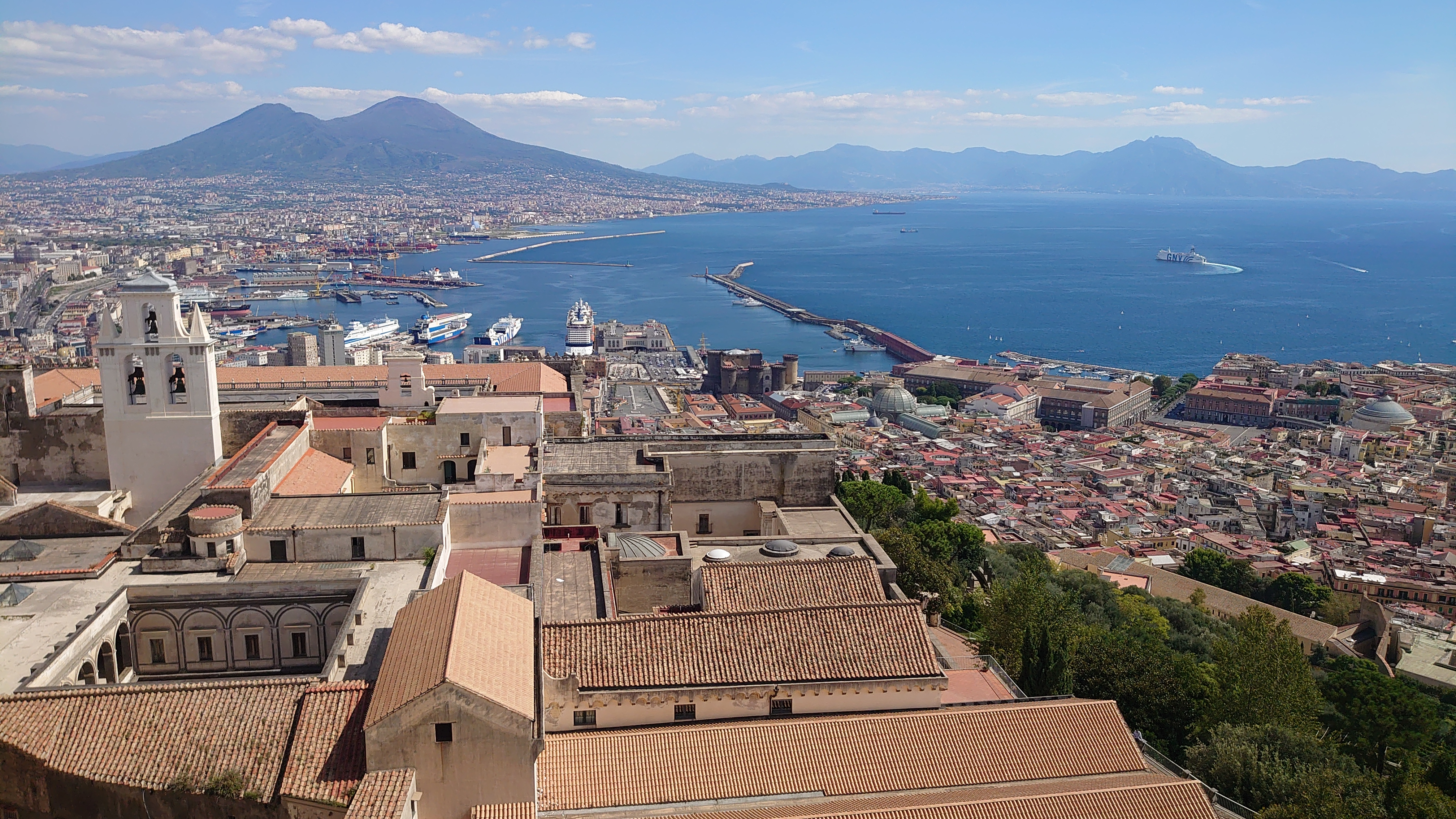
La ciutat de Nàpols, amb el Vesuvi al fons.

Nàpols (en napolità Nápule, en italià Napoli) és la ciutat més poblada del sud d'Itàlia, capital de la regió de Campània i de la província de Nàpols. Nàpols té 984.242 habitants (2006), i 4.400.000 a l'àrea metropolitana, la segona d'Itàlia després de Milà. Els habitants reben el gentilici de napolitans. Està situada a mig camí entre la muntanya Vesuvi i una altra àrea volcànica, els Camps Flegrea.
Nàpols té una gran riquesa històrica, artística, cultural i gastronòmica. El napolità és un idioma particular.
Catanzaro és una ciutat de prop de 95.000 habitants, capital de la província homònima i capital de la Regió de Calàbria. És el segon municipi de la regió per nombre d'habitants.
Bari, capital de la regió de la Pulla, Puglia en italià, és la segona principal ciutat de la Itàlia meridional després de Nàpols. Es localitza a la costa del mar Adriàtic i la seva província és la cinquena en extensió i la més poblada d'Itàlia, amb 1.551.331 habitants (2001) i més de 5.000 km². Té 328.458 habitants (2004.12.31), 700.000 a l'àrea urbana i 1.200.000 a l'àrea metropolitana.

## Història

### Magna Grècia

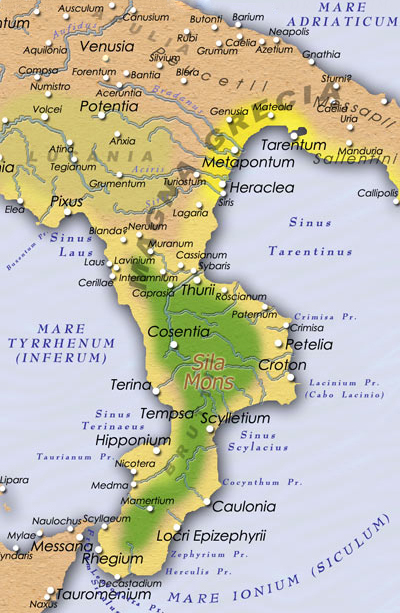
Magna Graecia en el 280 aC

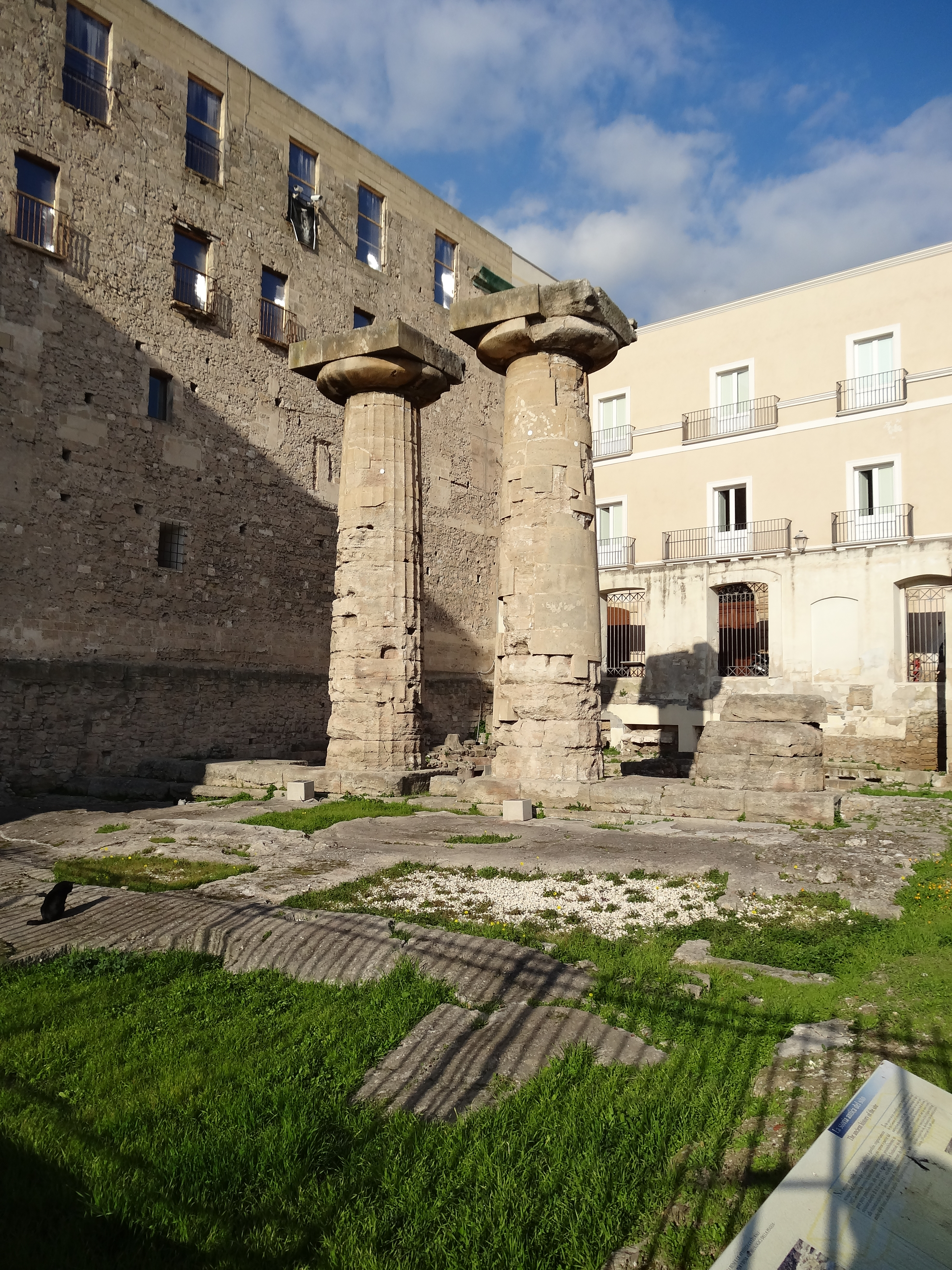
Columnes al temple dòric de Tàrent.

Magna Grècia (grec antic: Μεγάλη Ἑλλάς, Megale El·lás) és el nom donat en l'Antiguitat al territori ocupat pels colons grecs al sud de la península italiana i Sicília, on van fundar polis que van comerciar amb la seva metròpoli.
Originalment, Magna Graecia va ser el nom utilitzat pels romans per descriure l'àrea al voltant de l'antiga colònia grega de Grea (Γραία), de manera que l'àrea sencera de colonització grega a la península italiana i Sicília va ser coneguda per aquest nom. De fet, els termes «Grècia» i «grecs» en català i en molts altres idiomes venen del terme llatí.
Moltes de les noves colònies es van convertir en poderoses i pròsperes ciutats, com Neàpolis (Nàpols) i Síbaris. Altres ciutats de la Magna Grècia van ser Siracusa, Acragant, Selinunt, Tarant, Locres, Règion, Crotona, Turis, Vèlia, Messana (Messina), Tauromènion i Hímera. Des d'aquests emplaçaments es mantenien vincles amb la Grècia més occidental, la de l'actual litoral hispanofrancès: Massàlia, Antípolis, Nicea i Empòrion.
Es diu que la Magna Grècia va ser la terra on Odisseu (Ulisses en la cultura romana), rei d'Ítaca, es va perdre durant deu anys, després de tornar de Troia i abans d'arribar al seu regne. Nombroses llegendes i històries mitològiques de l'Hèl·lade tenen lloc allà.
Va ser conquerida per Roma, que després de vèncer en les guerres samnites va continuar la seva expansió cap al sud. És famós el cas de Tarant, que tenia una aliança amb Roma, cosa que no va impedir que aquesta violés la clàusula que li impedia portar una flota més enllà de l'estret de Messina. Al seu pas per Tarant, per a més provocació, van demanar atracar a la ciutat. El comboi va ser assaltat i es va declarar la guerra. Els tarentins, ara conscients de la seva acció, van cridar a Pirros de l'Epir.
La intervenció de Pirros de l'Epir gairebé va aconseguir salvar les colònies, encara que la seva derrota final va posar fi a tota esperança d'independència.

### Edat mitjana
Després de la Caiguda de Roma tot Itàlia va ser envaïda pels ostrogots, però el sud d'Itàlia va ser envaït per altres pobles.

#### Conquesta romana d'Orient
L'any 535, l'emperador romà d'Orient Justinià I, va donar dos cops de mà que li van permetre prendre Sicília al comandament de Belisari i Dalmàcia per Mundus. Teodat va recórrer a una ambaixada papal, però es va enviar una ambaixada imperial paral·lela al mateix monarca ostrogot per establir un acord secret de cessió d'Itàlia a l'Imperi. Els diversos contratemps que travessava l'Imperi en aquell moment, com la revolta d'Àfrica i la recuperació de territoris per germànics a Dalmàcia van induir Teodat a trencar el compromís i a fer front als exèrcits de Justinià.
Justinià I va reorganitzar la jerarquia militar per poder posar al capdavant de les campanyes italianes a Belisari, ja que Món havia mort en l'ofensiva de Dalmàcia. En el seu lloc es va posar a Constantinià, que va recuperar l'ofensiva a Dalmàcia, reocupada Salona i expulsant als ostrogots de la regió. Belisari va ocupar Nàpols i finalment Roma a començaments de desembre. Teodat, abans de la caiguda de Roma, va ser deposat per Vitiges, comandant de la seva guàrdia personal que va demostrar tenir gran capacitat per a les arts guerreres i va assetjar Roma.
El preu de la conquesta del regne ostrogot potser podria considerar-se excessiu. Es van provocar contínues campanyes de desgast, sent víctima principal·la població itàlica, que va patir la destrucció del seu teixit social, productiu i polític i va ser assotada per la pesta. Els vint anys de lluita van accelerar dramàticament la transició al món medieval. Roma va perdre la seva entitat urbana i va deixar de ser la ciutat per antonomàsia del món Mediterrani.

#### Domini islàmic
L'Emirat de Sicília va ser un estat islàmic medieval establert a l'illa de Sicília durant el període comprès entre els anys 965 i 1072.

#### Conquesta i dominació normanda, 1071-1198

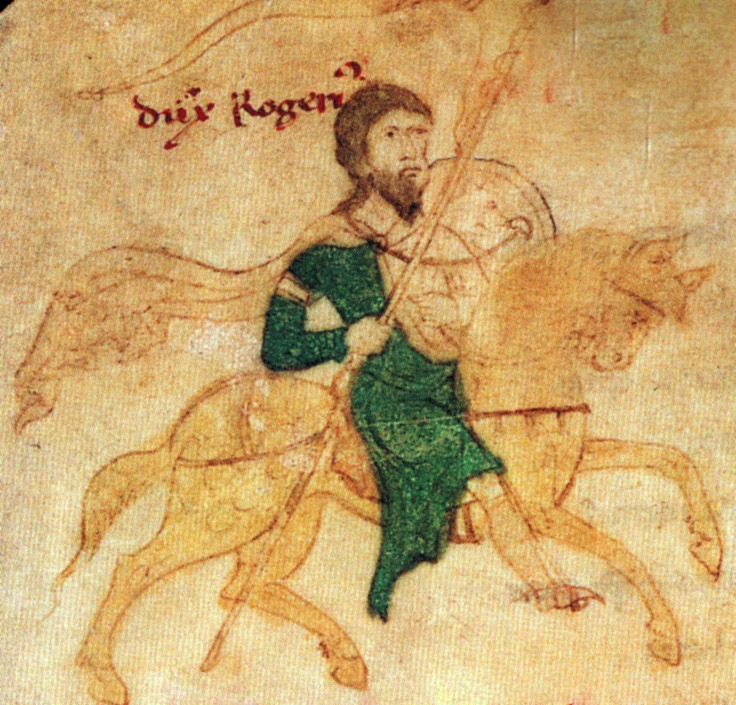
Roger II de Sicília.

Sicília fou conquerida cap al 1071 pel gran comte Roger, sent a partir d'aquesta conquesta un comtat. El comte Roger formava part d'uns mercenaris normands que havien estat cridats pels romans d'Orient, que desitjaven expulsar els sarraïns de la península Itàlica. Amb ell es va iniciar la Casa d'Hauteville a Sicília.
L'antipapa Anaclet II investeix Roger II com a rei de Sicília i ell la fa el seu feu, cosa que planteja un problema polític quan la dinastia Hohenstaufen pren el poder al regne de Sicília. Els descendents de Roger II, Guillem I i Guillem II, van regnar a Sicília des de la seva mort el 1154 fins al 1189. Guillem II, en morir sense descendents barons, planteja un problema en la successió.
L'hereva legítima de Guillem II era la seva filla, Constança I de Sicília, la qual es casa amb Enric VI, cosa que permet l'arribada al poder de la dinastia Hohenstaufen. El papa Climent III tem pels béns de l'església de Sicília en pujar al poder la dinastia Hohenstaufen, cosa que provoca el seu rebuig al matrimoni entre Constança I de Sicília i l'emperador Enric VI. Climent III convida a l'emperador a retre-li jurament de vassallatge, però l'emperador ho rebutja. El Papa decideix llavors donar suport a Tancred de Sicília, bastard de Roger II, que mor el 1194.

#### Dominació Hohenstaufen, 1194-1266

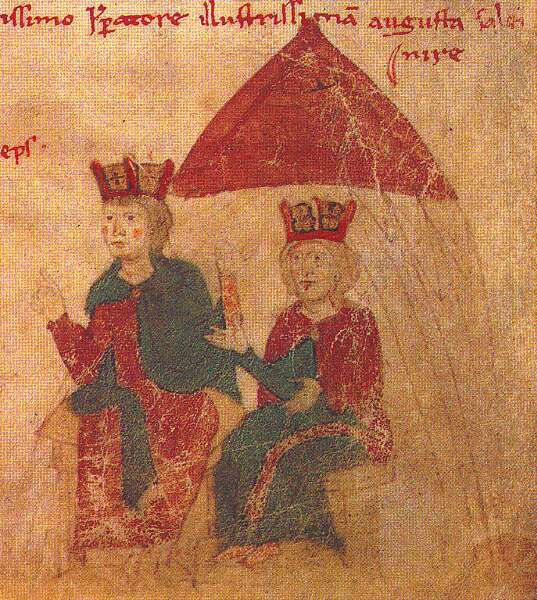
Enric VI i Constança I de Sicília, imatge de 1196.

Enric VI es proclama rei de Sicília el 25 de desembre de 1194, a Palerm, amb la seva dona Constança I de Sicília. El seu regnat, però, serà curt, ja que mor el 1197. Entre aquesta data i 1220, el Papa intenta frenar el poder dels Hohenstaufen a Sicília. El regne de Sicília, però, no té cap poder central com en les altres monarquies, així que els barons i els bisbes usurpen les prerrogatives reials, i les ciutats grans no aconsellen seguir endavant amb les seves institucions comunals.
El 1220 Frederic II, el fill d'Enric VI, es proclama emperador. El desembre d'aquell any, a Càpua, deroga la llei normanda i cancel·la les concessions de 1189 per castigar els que van aprofitar el buit de poder per fer-se forts. El 1230, les constitucions de Melfi, inspirades en la llei romana, donen lleis reials al regne.

#### Dominació angevina (1266-1282)

Escut d'armes del Regne de Nàpols

En pujar al tron Manfred I de Sicília el Papa Climent IV l'excomunica per ser fill il·legítim del seu pare, esdevenint el regne de Sicília propietat del papat. El 1262 Constança de Sicília, filla de l'anterior, es casa amb Pere el Gran, rei d'Aragó i comte de Barcelona. Aquesta situació d'assetjament entre la dinastia Hohenstaufen i la Casa d'Aragó-Barcelona, essent Constança l'hereva de Manfred, provoca l'antipatia del francès Climent IV que busca ajuda en Carles I d'Anjou, germà petit del seu aliat Carles IX de França. Així, les tropes de Carles d'Anjou entren a l'illa i lluiten amb Manfred I a la Batalla de Benevent, mentre Carles és coronat rei de Sicília a Roma el 1266.
Sota Carles d'Anjou, i posteriorment el seu fill Carles II, el nord s'afavoreix en detriment del sud, així la capital és traslladada de Palerm a Nàpols. Aquesta situació de dominació angevina conclou amb les Vespres sicilianes, que condueixen a la divisió del regne de Sicília el 1282 en el regne de Sicília peninsular o Regne de Nàpols, sota domini angeví, i el regne de Sicília insular, sota domini aragonès.

#### Dominació catalana (1282-1442)

Escut d'Armes del Regne de Sicília.

Amb el matrimoni de l'hereva legal de Manfred I, Constança de Sicília, amb Pere el Gran d'Aragó, el regne de Sicília esdevé un dels principals interessos del comte-rei aragonès. Les Vespres sicilianes representen una doble ruptura: primer contra els angevins, amb els quals els impostos eren molt alts, i després contra l'herència de Frederic I, una herència sempre en disputa (entre Hohenstaufen i angevins) i que no estabilitzava el regne. Així mateix va ser una petició d'autonomia. Per poder fer front als angevins, els sicilians conviden Pere el Gran a reivindicar els drets de la seva esposa, cosa que comporta la separació en dos regnes.
Els conflictes entre els regnes de Sicília i Nàpols van ser constants fins que va ser escollit Papa Benet XII el 1334, que tenia relacions d'amistat amb Frederic II de Sicília, i li promet respecte a la Santa Seu a Trinàcria.
Els dos regnes resultants estan separats fins a 1442 quan el rei d'Aragó Alfons el Magnànim conquesta el Regne de Nàpols i provoca el naixement del Regne de les Dues Sicílies.

### Casa d'Àustria, 1516-1700

L'emperador Carles V a batalla de Mühlberg per Tiziano.

Amb l'Emperador Carles V comença el regnat de la dinastia dels Habsburg, o Casa d'Àustria, amb la qual Espanya coneixerà la seva major expansió territorial gràcies a la conquesta d'extensos territoris a Amèrica i altres colònies d'ultramar. A més, l'Emperador Carles V va ser coronat emperador del Sacre Imperi cosa que va afegir extensos territoris europeus a la corona, posteriorment, Felip II, augmenta seus territoris a Amèrica i cenyeix la corona de Portugal amb als seus territoris d'Ultramar, iniciant un període (1580-1640) en què els dominis del  Monarca Catòlic  van passar a ser la major potència econòmica i militar del món.

### Domini borbònic de les Dues Sicílies
El 1734, Carles de Borbó, en aquells temps Duc de Toscana i fill de Felip V d'Espanya, després de vèncer els Àustries s'apodera de Nàpols amb l'ajuda espanyola, recuperant el territori per als borbons; sent reconegut molt aviat per França en virtut del Primer Pacte de Família, el 1737 ho farien els Estats Pontificis i, a continuació, la resta dels estats italians.
Carles VII de Borbó i la seva muller Maria Amàlia de Saxònia van ser molt estimats pels seus súbdits i ells van treballar per guanyar-se aquest afecte. Al cap de poc de ser Rei va portar reformes i la modernitat al seu nou país, aconseguint aviat la unitat del poble i el favoritisme d'aquest per al seu Rei. Tant ell com els seus descendents van aconseguir governar, reformar i modernitzar al nou estat i a més van aconseguir el que molt pocs governants van poder, que és l'estima dels súbdits que cap altra dinastia va tenir en el curs dels segles (si no de manera menor), i que es va manifestar obertament durant els anys de la invasió napoleònica i durant els següents a la caiguda del Regne en mans dels Savoia, per aconseguir la unificació d'Itàlia. El 1816, el fill i successor al tron napolità de Carles VII (III d'Espanya), Ferran IV va canviar la denominació del Regne de Nàpols-Sicília, per Dues-Sicílies.
Finalment Francesc II, després de perdre el suport del poble i patir diverses derrotes a mans dels Camises Vermelles de Garibaldi es veu forçat a capitular i lliurar els seus territoris a Víctor Manuel II de Piemont-Sardenya a 1860, que en un futur passarà a ser el nou rei d'una Itàlia unificada. Amb aquesta conquesta, el Regne de les Dues Sicílies deixa d'existir com a estat independent.

### Unificació italiana

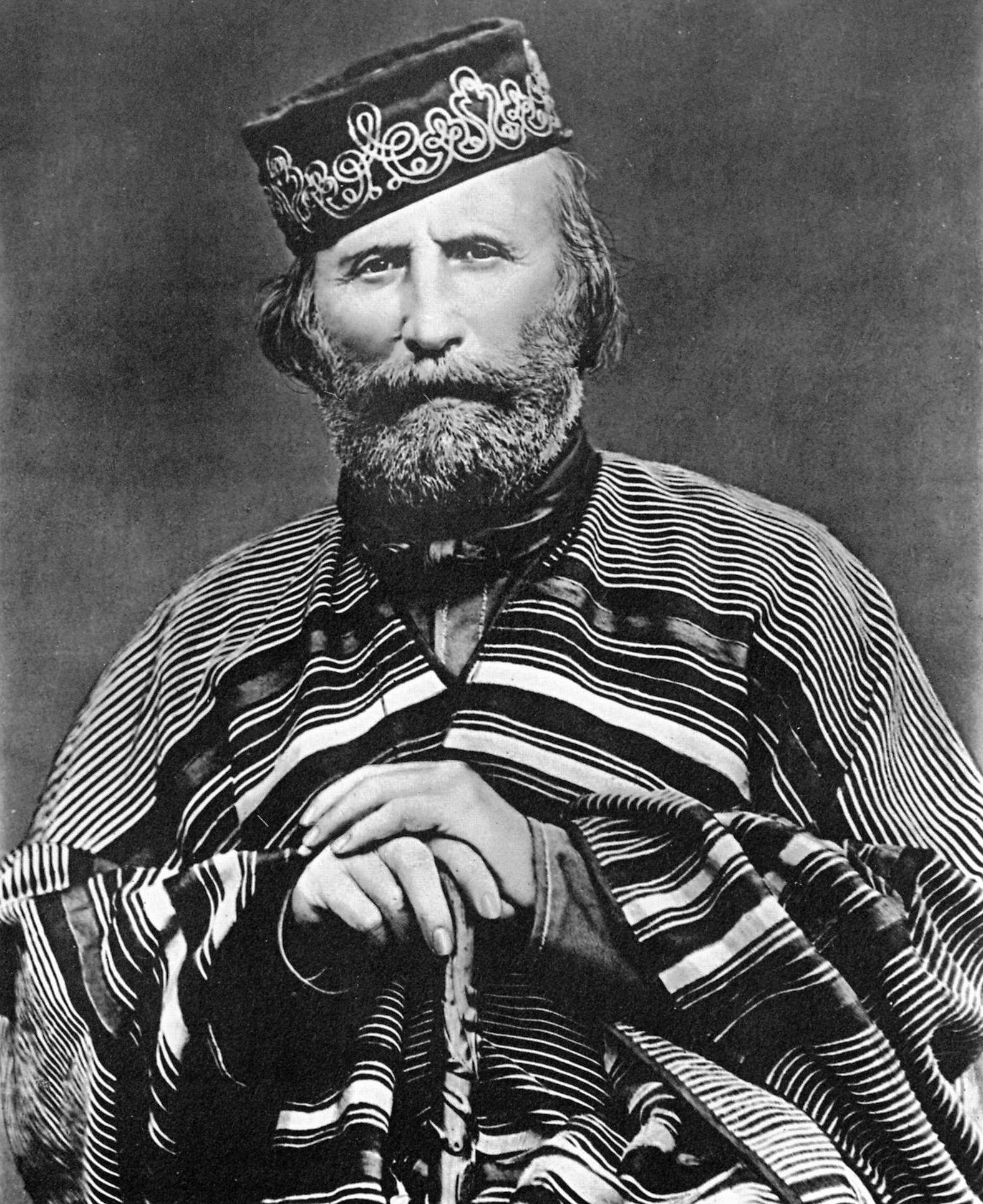
Garibaldi.

El 1860, Giuseppe Garibaldi va intentar aconseguir l'alliberament del Regne de les Dues Sicílies, on Francesc II de Nàpols exercia una monarquia absoluta. Les constants revoltes produïdes van ser el brou de cultiu per a l'expedició dels Mil Camises Vermelles, afavorida per Cavour. Al capdavant de la seva tropa de voluntaris, va partir del port de Quarto a prop de Gènova, amb mil animats homes. Van desembarcar a Marsala, Sicília i després de vèncer l'exèrcit borbònic a la batalla de Calatafemi, va entrar a Palerm, la capital siciliana. Allà el poble victoreja el nom de Garibaldi i molts valents es van unir a l'exèrcit, els camises vermelles.
Garibaldi va creuar l'estret de Messina i va entrar al continent. Després de vèncer a l'exèrcit borbònic en diverses oportunitats va tenir la via lliure per entrar a Nàpols, ja que el rei Ferran II havia abdicat per no provocar una guerra civil. Així Garibaldi va entrar triomfalment a Nàpols conquistant tot el Regne de les dues Sicílies. Els francesos defensaven els estats Pontificis. Garibaldi no estava decidit a entrar a Roma i van voler aprofitar la situació per entrar a Nàpols. Però els camises vermelles van lluitar i van guanyar els francesos que comptaven amb un exèrcit superior.
Ambicionant una Itàlia unida sota un sol govern radicat a Roma, va concebre la idea de marxar sobre els Estats Pontificis, defensats per tropes franceses. No obstant això, Víctor Manuel i Cavour, temorosos de perdre el que s'havia aconseguit davant d'una radicalització del conflicte, van evitar l'avanç de Garibaldi. L'incident no va suposar un enfrontament entre el rei del Piemont i Garibaldi; ans al contrari, el revolucionari li va cedir les dues Sicílies. Així Víctor Manuel II, el 17 de març de 1861 va fundar el regne d'Itàlia que no tenia ni Roma ni Venècia, però va ser la primera vegada, després dels romans i el Regne ostrogot que Itàlia va estar unida.

## Dialectes

### Napolità
El napolità (napulitano) és la Llengua romànica parlada a la ciutat de Nàpols i en certes zones de les regions veïnes dels Abruços, Basilicata, Calàbria, Campània, Laci, Molise i Pulla. Més de 7,8 milions de persones parlen aquesta llengua.
El napolità és l'idioma en què s'escriuen totes les cançons folklòriques napolitanes; com ara: O surdato 'nnammurato, O sole mio i funicular funicular.
Es parla de dialecte i no de llengua napolitana seguint una tradició sociològica que dona l'estatut de llengua només als sistemes lingüístics reconeguts com a oficials, els que són institucionalitzats en centres d'ensenyament i s'utilitzen per a produir documents de caràcter legal, escriure constitucions i lleis o dictar sentències en els tribunals. Però, si es considera el dialecte com un sistema lingüístic derivat d'un altre, gairebé com si el napolità fos una variant geogràfica de l'italià, doncs, aquesta definició és inacceptable. No obstant això, els napolitans han de reconèixer que al seu sistema de comunicació li falta una normalització de l'ortografia, que és un pas indispensable per fer d'un llenguatge comú una llengua real i efectiva. Així es pot concloure que el napolità és sobretot una llengua parlada, sense regles ortogràfiques precises, encara que des del segle xvii hi ha hagut una notable producció creativa en napolità (teatre, narrativa, poesia, cançons, cinema).

### Grecocalabrés
El dialecte grecocalabrés (també anomenat grecobovesiano) és la versió del grecoitaliano utilitzat a Calàbria, en contraposició a l'altre dialecte grecoitalià parlat a l'anomenada Grècia sallentina. Les dues llengües grecoitalianes són freqüentment esmentades conjuntament com grecoitaliota (Κατωιταλιώτιικα = katoitaliótika, paraula que significa "sota-italià" i, més exactament pel context: grec italià meridional) o grecànic o griko, però les dues versions són diferents en el seu desenvolupament històric. El dialecte grec calabrès usualment és anomenat pels seus parlants (llengua) grika.
El grecocalabrés és esmentat al  Llibre vermell  de la UNESCO d'idiomes en perill, conjuntament amb el grecànic, i a més Euromosaic l'analitza i el reconeix com a llengua minoritària en perill a la Unió Europea.
També és esmentat per Ethnologue com un dialecte del grec modern. La conclusió d'Ethnologue és una mica dubtosa, ja que aquesta llengua s'ha desenvolupat paral·lelament i de manera separada a partir del grec medieval (o fins i tot del grec clàssic) i per això pot ser vist més aviat com una llengua germana del grec modern que com un fill.
Tenint en compte el punt anterior, seria més encertat dir que és una versió dialectal del grec medieval que un dialecte del grec modern.
Aquesta versió del grec mai ha experimentat un creixement significatiu durant la seva història, i sempre ha estat utilitzat només en assumptes quotidians, sense jugar cap paper significatiu en els camps de l'administració, literatura o assumptes eclesiàstics. Considerant tots aquests elements, l'expansió del grecocalabrès com un dialecte més que com un idioma té poc a veure amb la falta de característiques distintives i més amb la seva falta de prestigi.

### Sicilià
El sicilià és una Llengua romànica parlada a l'illa de Sicília, al sud d'Itàlia. Alguns dels seus dialectes també es parlen a la península Itàlica, principalment al centre-sud de Calàbria i en Pulla meridional. Difereix de l'italià i descendeix del llatí vulgar, amb influències del grec, de l'àrab, francès, provençal, català i de l'espanyol.
Té una rica història i literatura i un extens vocabulari amb més de 250.000 paraules, a causa de la influència dels diferents dominadors de l'illa. El sicilià també es parla a la part central i sud de Calàbria i a la part sud de la Pulla, anomenada Salento. El sicilià va tenir una forta influència en la formació de la maltès, sobretot fins a finals del segle xviii.
Aquesta llengua, en el Llibre Vermell de la UNESCO, està classificada com a llengua que no corre cap risc d'extinció.
L'ús del sicilià com a llengua parlada en família o entre amics és molt comú en tota la regió; menys comú és el seu ús en ocasions oficials i en la forma escrita.
Els grans escriptors i poetes de la literatura en llengua siciliana són: Giovanni Meli, Nino Martoglio, Domenico Tempio, Alessio Di Giovanni i Ignazio Buttitta.